# Box Tunnel
Box Tunnel is een spoorwegtunnel in het westen van Engeland tussen Bath en Chippenham, door Box Hill. De tunnel is een van de hoofdonderdelen van de Great Western Main Line.  De tunnel is gebouwd voor de Great Western Railway onder leiding van Isambard Kingdom Brunel.
De tunnel is bijna drie kilometer lang, kaarsrecht en heeft een afschot van 1% naar het westen. De bouw begon in 1836 en was vijf jaar later, in 1841, voltooid. De bouw ging ten koste van 100 mensenlevens. De bouw werd uitgevoerd vanaf twee kanten. Toen de twee tunnels elkaar ontmoetten in het midden bleek de uiteindelijke foutmarge slechts 5 cm te zijn. Bij de opening was het de langste spoorwegtunnel ter wereld, al waren er wel langere tunnels. 

## Brunels verjaardag
Al heel lang gaat het verhaal dat op Isambard Kingdom Brunels verjaardag, 9 april, de opkomende zon door de tunnel schijnt. Er is geen bewijs gevonden dat Brunel de tunnel ook daadwerkelijk ontworpen heeft met dit doel in gedachten. Het is volgens verschillende berekeningen wel degelijk mogelijk dat de zon op 9 april door de tunnel schijnt, al kan het verschijnsel zich door verschillende variabelen ook eerder voordoen.
Dit verschijnsel is echter moeilijk te aanschouwen aangezien de tunnel in een hogesnelheidslijn ligt en het te gevaarlijk is om bij de ingang van de tunnel te wachten tot het zich voordoet.